# Banjar Agung (Warureja)
Banjar Agung is een bestuurslaag in het regentschap Tegal van de provincie Midden-Java, Indonesië. Banjar Agung telt 6086 inwoners (volkstelling 2010).